# 尼斯琳·沙德
尼斯琳·沙德（阿拉伯語：نسرين الشاد；2003年3月13日—），摩洛哥女子职业足球运动员，司职后卫，目前效力于里尔足球俱乐部和摩洛哥国家女子足球队。她曾代表摩洛哥参加2022年非洲女子世界杯和2023年国际足联女子世界杯等多场国际赛事。